# Juan Josafat Pichardo
Juan Josafat Pichardo Cruz (Santa Ana Tlapaltitlán, 14 de noviembre de 1912-Toluca de Lerdo, 1 de septiembre de 2007) fue un normalista, rector, jurista y funcionario mexicano.

## Biografía
Fue licenciado en Derecho por la Universidad Nacional Autónoma de México. Trabajó como defensor de Oficio, agente del Ministerio Público, subprocurador de Justicia en el Estado de México, juez de lo Familiar y magistrado del Poder Judicial del Estado de México. La mayor parte de su labor fue en el área de la pedagogía con 63 años de cátedra.
Fue director del Instituto Científico y Literario de Toluca dos veces, logró en su primer periodo la autonomía de esa casa de estudios que se convirtió en el Instituto Científico y Literario Autónomo de Toluca. 
En su segundo periodo logró la transformación del ICLA en Universidad Autónoma del Estado de México (UAEM); fue su primer rector; el único en haber sido reelecto.
Murió en la ciudad de Toluca el 1 de septiembre de 2007. Sus restos morales se inhumaron a la Rotonda de las Personas Ilustres del Estado de México en 2015.

## Reconocimientos
Fue condecorado con varios reconocimientos, entre los que destacan:
- Doctor honoris causa por la Universidad Autónoma del Estado de México (1981).
- Presea de docencia Agustín González Plata entregada por el Gobierno del Estado de México (1987).
- Juris Magister por la Universidad Autónoma del Estado de México (1993).